# Société académique de Saint-Quentin
La Société académique de Saint-Quentin est une société savante fondée le 28 octobre 1825 à Saint-Quentin, dans le département de l'Aisne.

## Historique
La société diversifia ses centres d'intérêt dès ses débuts :
- en 1830, fut créée en son sein d'une section d'agriculture, composée d'agronomes les plus réputés du département. L'objectif était alors d'améliorer la production agricole de la région de Saint-Quentin;
- en 1860, le président de la société M. Bénard fut l'un des concepteur d'un projet de « Société saint-quentinoise des cités Ouvrières » comme il en existait à Mulhouse;
- la Société académique de Saint-Quentin organisa des concours littéraires. Henri Martin, âgé de dix-huit ans, obtint une mention honorable pour son poème  Le Chant du Siège sur le siège de Saint-Quentin en 1557[1].

## Objectifs et actions de la société

### Recherche historique et préservation du patrimoine
L'activité majeure de la Société Académique de Saint-Quentin est la recherche historique et la préservation du patrimoine local. Elle est membre de la Fédération des sociétés archéologiques de l'Aisne qui publie chaque année un volume de « Mémoires » recueil d'articles scientifiques consacrés à l'histoire du département de l'Aisne.
Elle organise régulièrement des conférences et publie des sur les travaux de recherches historiques ou archéologiques de ses membres. Elle organise également des expositions et des concours à l'issue desquels, elle décerne des prix et remet des récompenses.
La société assure, en outre, la conservation d'archives et d'objets d'art. Elle possède aussi une riche bibliothèque.

### Musée
Dans l'hôtel particulier qu'elle possède depuis 1902, la société a aménagé un musée, ouvert au public, tous les deuxièmes samedis du mois de 14 h à 16 h., 9 rue Villebois-Mareuil à Saint-Quentin.
La salle des séances est de style Art déco.

## Membres notables de la société
- François-René de Chateaubriand,
- Narcisse-Achille de Salvandy,
- Marceline Desbordes-Valmore,
- Henri Martin,
- Gabriel Hanotaux